# Trabenreith
Trabenreith ist eine Ortschaft und eine Katastralgemeinde der Gemeinde Irnfritz-Messern im Bezirk Horn in Niederösterreich. Die Ortschaft hat 129 Einwohner (Stand 1. Jänner 2024).

## Geographie
Der Ort liegt an der Westseite des Thumeritzer Sasswaldes zwischen Japons und Irnfritz.

## Geschichte
Laut Adressbuch von Österreich waren im Jahr 1938 in der Ortsgemeinde Trabenreith zwei Gastwirte, zwei Gemischtwarenhändler, drei Schneiderinnen, ein Schuster, eine Sparkasse, ein Viktualienhändler, ein Wagner und mehrere Landwirte ansässig. Etwas außerhalb gab es zudem eine Ziegelei.
Zum 1. Jänner 1968 wurde mit der NÖ. Kommunalstrukturverbesserung die Gemeinden Trabenreith, Haselberg, Irnfritz, Klein-Ulrichschlag, Nondorf an der Wild, Reichharts, Wappoltenreith zu der Gemeinde Irnfritz zusammengelegt.

## Siedlungsentwicklung
Zum Jahreswechsel 1979/1980 befanden sich in der Katastralgemeinde Trabenreith insgesamt 78 Bauflächen mit 39.447 m² und 77 Gärten auf 62.045 m², 1989/1990 gab es 78 Bauflächen. 1999/2000 war die Zahl der Bauflächen auf 118 angewachsen und 2009/2010 bestanden 97 Gebäude auf 229 Bauflächen.

## Bodennutzung
Die Katastralgemeinde ist landwirtschaftlich geprägt. 350 Hektar wurden zum Jahreswechsel 1979/1980 landwirtschaftlich genutzt und 56 Hektar waren forstwirtschaftlich geführte Waldflächen. 1999/2000 wurde auf 355 Hektar Landwirtschaft betrieben und 69 Hektar waren als forstwirtschaftlich genutzte Flächen ausgewiesen. Ende 2018 waren 345 Hektar als landwirtschaftliche Flächen genutzt und Forstwirtschaft wurde auf 68 Hektar betrieben. Die durchschnittliche Bodenklimazahl von Trabenreith beträgt 34,7 (Stand 2010).

## Kultur und Sehenswürdigkeiten

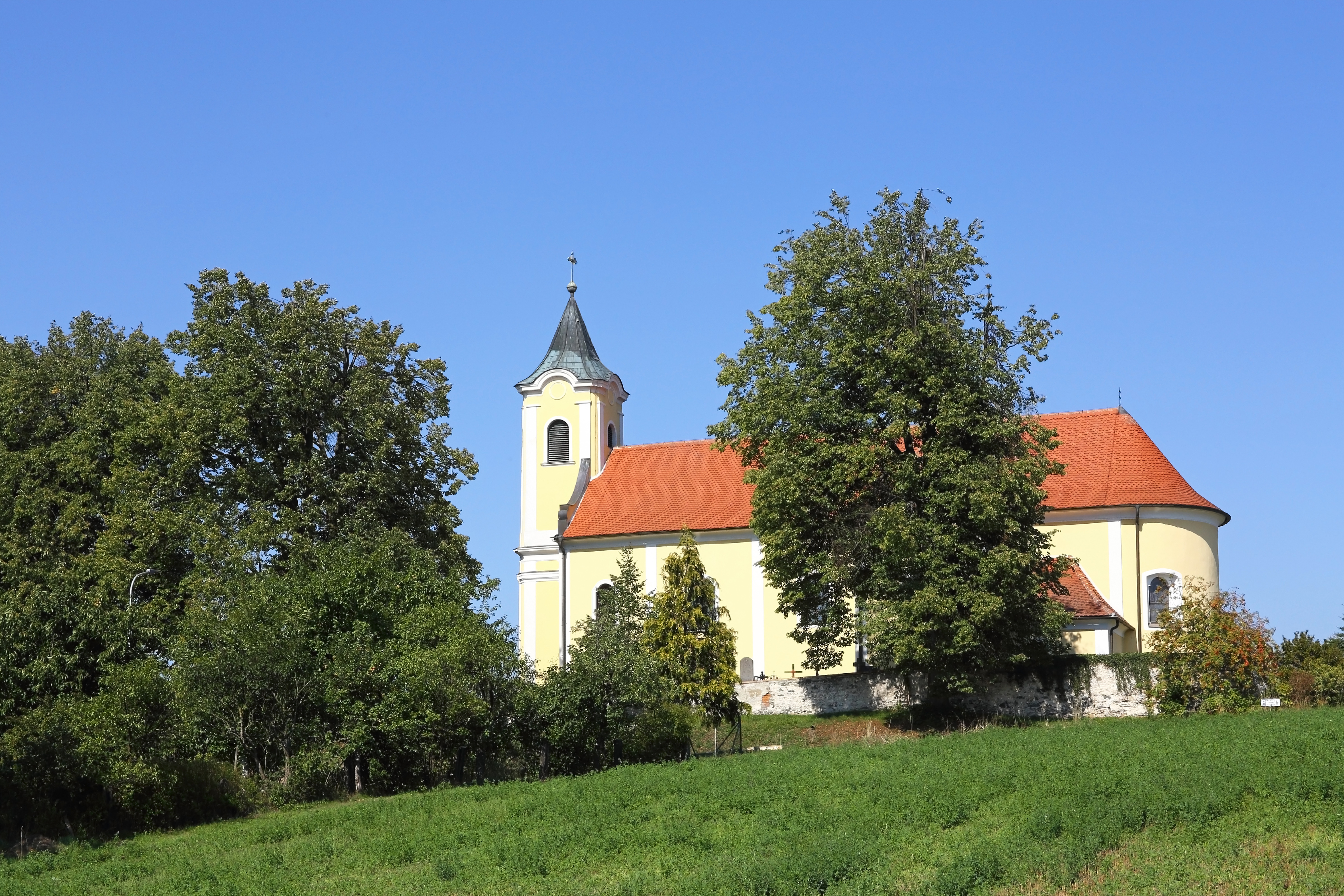
Pfarrkirche Trabenreith

- Katholische Pfarrkirche Trabenreith hl. Johannes Nepomuk

## Persönlichkeiten
- Cajetan Freundthaller (1751–1825), Priester und Komponist, wirkte hier als Seelsorger